# Yungueñito
El yungueñito es un coctel tradicional boliviano. Se prepara con singani y zumo de naranja, almíbar y hielo.

## Denominación
El nombre deriva del gentilicio de la región de Los Yungas, en el Departamento de La Paz, donde se cultiva la mayor parte de la producción de cítricos y frutas tropicales que se consumen en la ciudad de La Paz.

## Preparación
Se prepara batiendo en la coctelera todos los ingredientes. Se sirve en una copa de cóctel y suele decorarse con una rodaja de naranja.